# 圣马利亚堂 (多特蒙德)
圣马利亚堂（Marienkirche）是德国北莱茵-威斯特法伦州多特蒙德市中心现存最古老的教堂，建于 1170 年至 1200 年之间。在第二次世界大战中被毁，战后重建。该堂位于内城的中世纪主街（Hellweg）上，与圣雷诺德教堂相对。自宗教改革以来，它一直是信义宗教堂。该堂同时具有罗马式建筑和哥特式建筑的元素，藏有著名的中世纪艺术品 ，也是宗教音乐会的演出场地。